# Beit-Yaakov-Synagoge

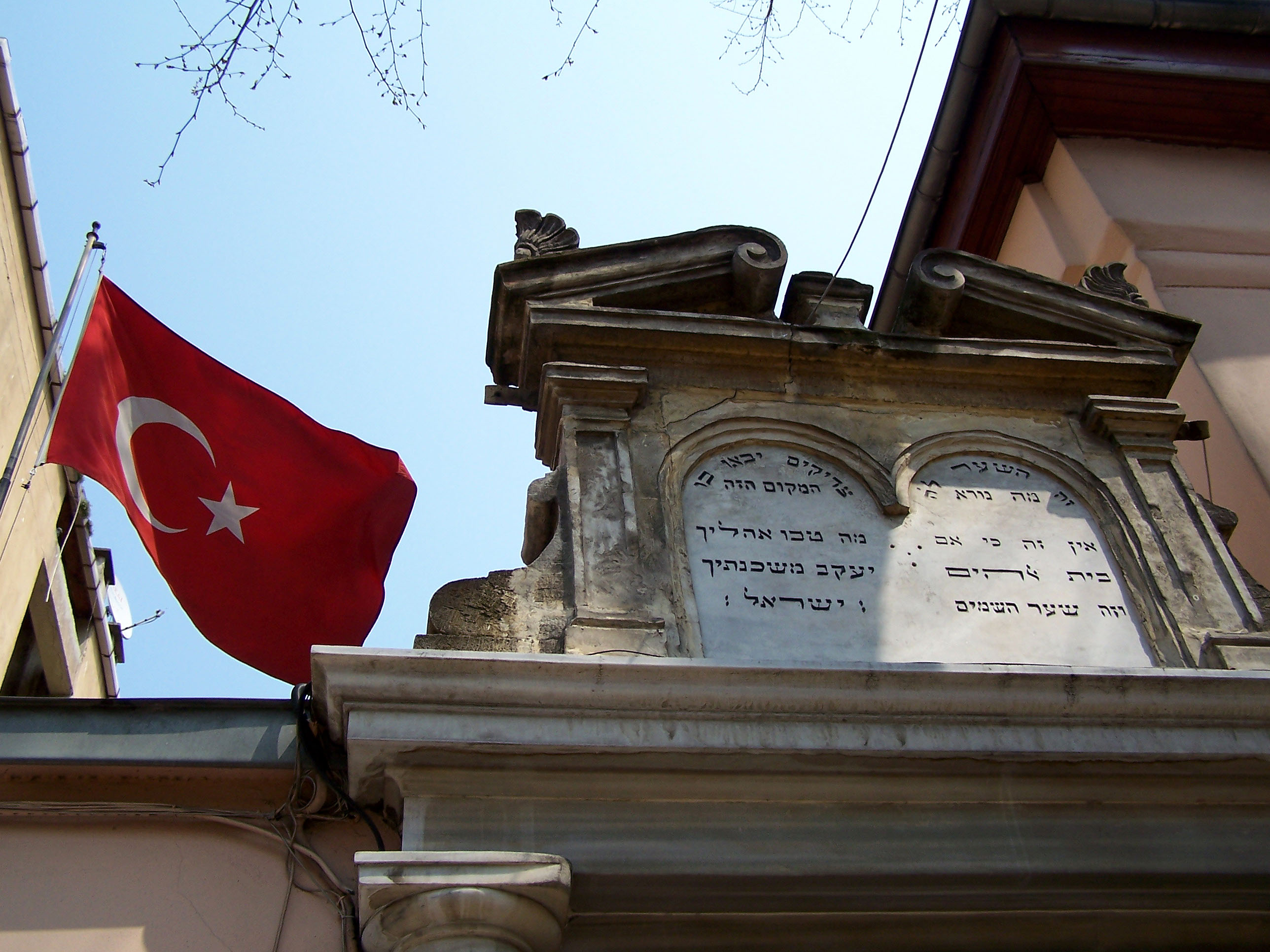
Inschrift auf der Vorderseite

Die Beit-Yaakov-Synagoge (hebräisch: קהל קדוש בית יעקב) ist eine Synagoge in Istanbul, Türkei, die 1878 erbaut wurde. Sie befindet sich auf der asiatischen Seite des Bosporus im Ortsteil Kuzguncuk, direkt neben einer griechisch-orthodoxen Kirche. Nachdem die jüdische Bevölkerung aus Kuzguncuk weggezogen ist, wird die Synagoge von Gläubigen am Leben erhalten, deren Familien dort ihren Ursprung haben, die aber selbst nicht mehr dort leben. Am Samstagmorgen finden regelmäßig Schabbatgottesdienste statt.